# Phaconeura smithi
Phaconeura smithi är en insektsart som beskrevs av Woodward 1957. Phaconeura smithi ingår i släktet Phaconeura och familjen Meenoplidae. Inga underarter finns listade i Catalogue of Life.